# Річки Грузії
Річки, що протікають територією Грузії, можна розділити за басейнами морів, в які вони впадають: Чорного і Каспійського. Хребти, якими проходить вододіл (з півночі на південь): Головний Кавказький хребет, Рачинський хребет, Ліхський хребет, Месхетський хребет та Арсіянський хребет.

## Чорне море
- Інгурі
- Кодорі[1]
- Псоу[1]
- Хобі
- Ріоні
  - Квіріла
  - Дзірула
  - Цхенісцкалі (Хідура)
  - Техурі
- Супса

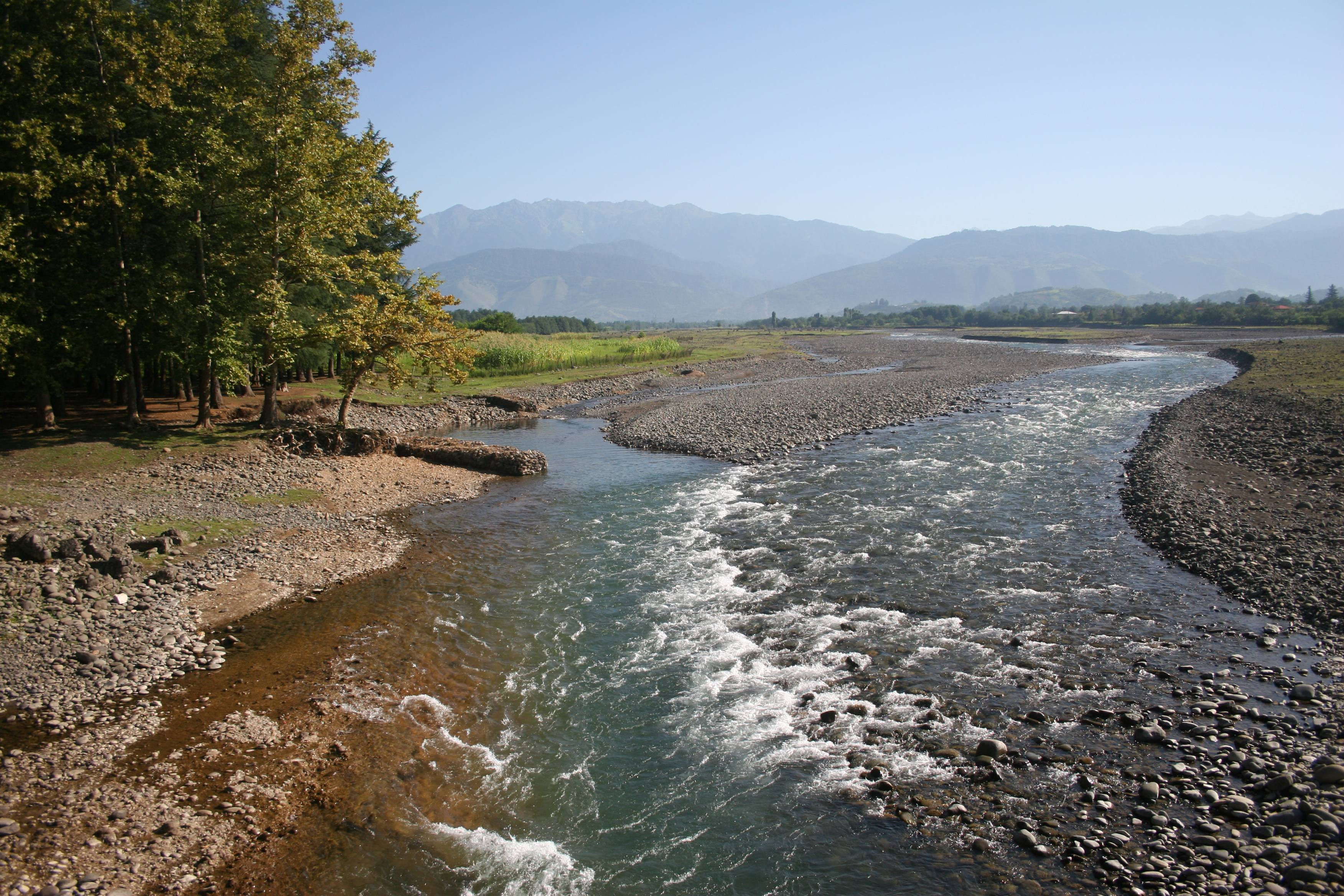
Ріка Хобі

- Чорохі — на території Грузії перебуває лише близько 20 км нижньої течії річки, інша частина — в Туреччині
  - Аджарисцкалі
  - Мачахела
- Чолокі

## Каспійське море
- Кура (Мткварі)
  - Діді (Велика) Ліахві
  - Ксані
  - Арагві
    - Тетрі (Біла) Арагві
    - Шави (Чорна) Арагві

  - Алгеті
    - Дахвісхеві
    - Гударехісцкалі

  - Храмі
    - Дебеда
    - Кледеісіцкалі
    - Акалафісцкалі
    - Торне

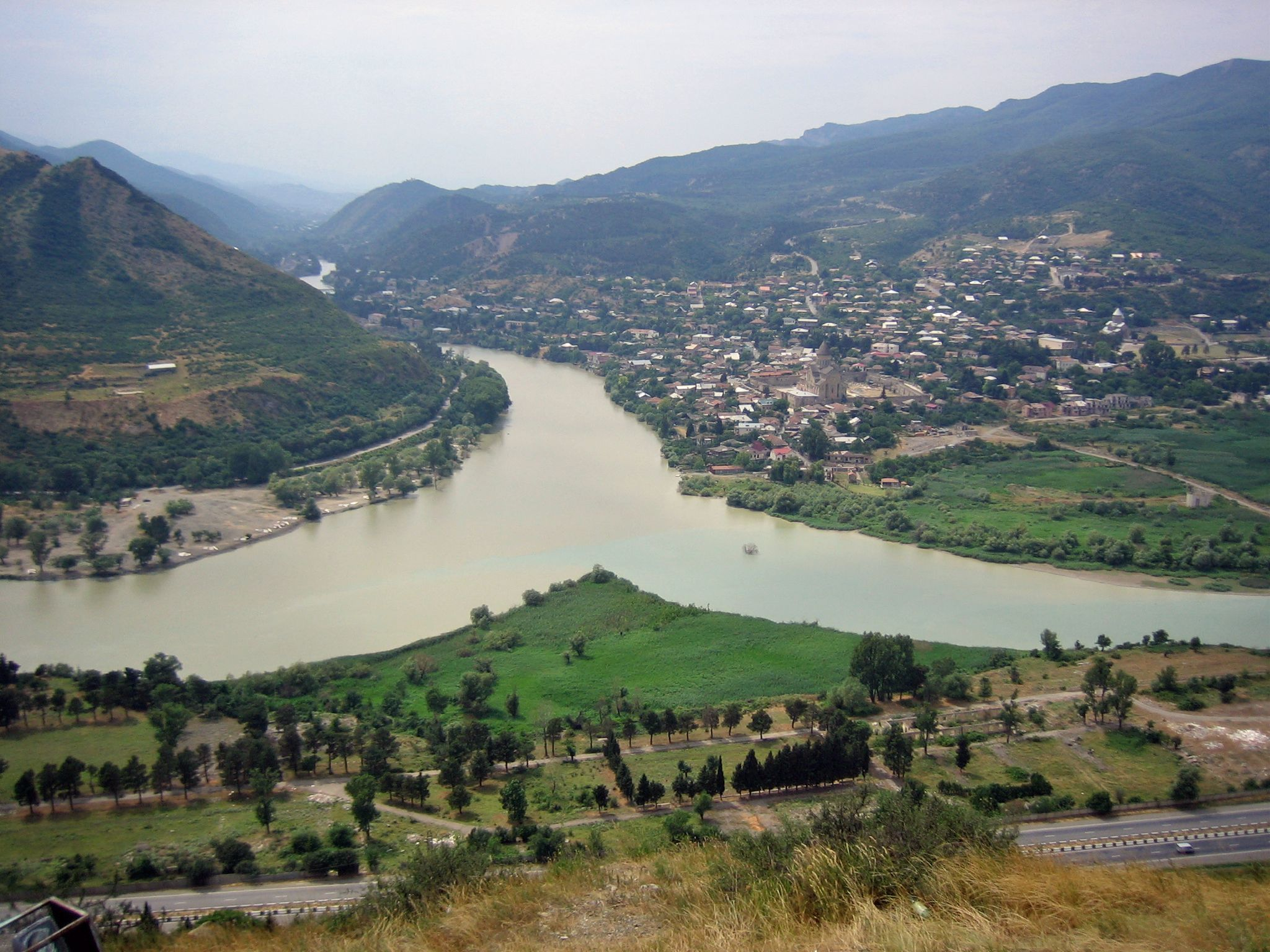
Злиття Кури й Араґві

  - Іорі — впадає в Куру на території Азербайджану
  - Алазані — впадає в Куру на території Азербайджану
    - Лагодехі
- Тергі — близько 50 км верхньої течії розташовані на території Грузії, інша частина — в Росії
- Аргуні — близько 18 км верхньої течії річки розташовані на території Грузії, інша частина — у Росії
- Андіс Коісу — приплив Сулака